# Brakefieldia eliasis
Brakefieldia eliasis is een vlinder uit de familie van de Nymphalidae, uit de onderfamilie van de Satyrinae. De soort is voor het eerst wetenschappelijk beschreven als Mycalesis eliasis door William Chapman Hewitson in een publicatie uit 1866.
De soort komt voor in Congo-Kinshasa en Angola.